# جمال علی حمزه
جمال علی حمزه (زادهٔ ۲ فوریهٔ ۱۹۵۶) یک بازیکن فوتبال اهل عراق است.
وی همچنین در تیم ملی فوتبال عراق بازی کرده است.